# Globoko ob Dravinji
Globoko ob Dravinji je naselje v Občini Poljčane.